# Mydłowiec
Mydłowiec – osada w Polsce, w województwie świętokrzyskim, w powiecie opatowskim, w gminie Iwaniska. Do 31 grudnia 2024 miejscowość była częścią wsi Mydłów, od 1 stycznia 2025 jest miejscowością podstawową